# Au secours!
Au secours! er en fransk stumfilm fra 1924 af Abel Gance.

## Medvirkende
- Max Linder som Max
- Jean Toulout som Maulette
- Gina Palerme som Edith
- Gaston Modot